# Trenčianske Bohuslavice
Trenčianske Bohuslavice es un municipio del distrito de Nové Mesto nad Váhom en la región de Trenčín, Eslovaquia, con una población estimada a final del año 2024 de 915 habitantes.
Se encuentra ubicado al oeste de la región, cerca del río Váh (cuenca hidrográfica del Danubio) y de la frontera con la región de Trnava y la República Checa.

## Demografía
| Año        | 1994 | 2004    | 2014    | 2024    |
| ---------- | ---- | ------- | ------- | ------- |
| Población  | 913  | 947     | 908     | 915     |
| Diferencia |      | +3,72 % | −4,11 % | +0,77 % |

| Año        | 2023 | 2024    |
| ---------- | ---- | ------- |
| Población  | 940  | 915     |
| Diferencia |      | −2,65 % |